# ميخائيل كلارك
ميخائيل كلارك (بالإنجليزية: Michael Clarke)‏ (2 أبريل 1981 في أستراليا - ) هو لاعب كريكت أسترالي. شارك مع منتخب أستراليا الوطني للكريكت. أما مع النوادي، فقد لعب مع نادي مقاطعة هامبشاير للكريكت ‏ وفريق جنوب ويلز الجديد للكريكت ‏ وPune Warriors India ‏.

## وصلات خارجية
- ميخائيل كلارك على موقع إي آس بي آن كريك إنفو (الإنجليزية)